# Колере
Колере (итал. Colere) — коммуна в Италии, располагается в регионе Ломбардия, в провинции Бергамо.
Население составляет 1143 человека (2008 г.), плотность населения составляет 64 чел./км². Занимает площадь 18 км². Почтовый индекс — 24020. Телефонный код — 0346.
Покровителем коммуны почитается святой апостол Варфоломей, празднование 24 августа.

## Демография
Динамика населения:

## Администрация коммуны
- Официальный сайт: http://www.comune.colere.bg.it/